# Aphyssura southcotti
Aphyssura southcotti är en tvåvingeart som beskrevs av Norris 1999. Aphyssura southcotti ingår i släktet Aphyssura och familjen spyflugor. Inga underarter finns listade i Catalogue of Life.